# Книга рекордов Гиннесса
«Ги́ннесс. Мировы́е реко́рды» (англ. Guinness World Records), также «Всеми́рная кни́га реко́рдов», «Кни́га реко́рдов Ги́ннесса» (англ. The Guinness Book of Records, до 1998 года) и «Кни́га мировы́х реко́рдов Ги́ннесса» (англ. The Guinness Book of World Records, в США) — ежегодный справочник, раскрывающий информацию о рекордных достижениях людей и животных, уникальных природных явлениях, выдающихся достижениях шоу-бизнеса, СМИ и культуры.
Впервые опубликована в 1955 году по заказу ирландской пивоваренной компании «Гиннесс». Идея принадлежала Хью Биверу, которому в голову пришла мысль создать для посетителей ирландских и британских пабов авторитетный источник, чтобы разрешить их споры относительно рекордности того или иного явления. Идея воплотилась в жизнь стараниями Криса Чатэвэя и братьев Макуайртеров, и 27 августа 1955 года вышел первый выпуск Книги. Первоначально «Книга рекордов Гиннесса» включала проверенные научные факты, собранные братьями Макуайртерами, но со временем в Книге стало появляться всё больше странных и экстравагантных достижений различных людей. Также и представители компании, занимающейся изданием Книги, привлекали желающих попасть на страницы Книги, в том числе основав Всемирный день Книги рекордов Гиннесса (четверг третьей недели ноября). Кроме того, возросшая — не без помощи переиздания выпусков Книги в США — популярность Книги привела к тому, что появились специальные издания, исследующие одну определённую область массовой культуры, а также национальные варианты Книги. За свою историю Книга получала как положительные, так и отрицательные отзывы. Сама книга утверждает на своих страницах, что является самым продаваемым изданием из всех, защищённых авторским правом. Также книга установила рекорд по количеству краж своих экземпляров из публичных библиотек США. С выходом выпуска 2015 года Книга отметила своё 60-летие.
Представители компании Guinness World Records, которая занимается сбором информации для Книги, являются ответственной и авторитетной стороной при фиксировании рекордов. Как правило, желающий попасть на страницы Книги консультируется с ними на каждом этапе фиксирования рекорда (подача заявки, заключение договора, обсуждение критериев, установление рекордов в присутствии представителей компании, получение сертификата). Если рекорд засчитан, то он попадает в определённую тематическую категорию, которая, наряду с другими подобными категориями, входит в один из десяти разделов (Богатство, Слава, Отвага, Искусство и СМИ, Достижения, Человек, Опасности и катастрофы, Спорт, Знания, Современные технологии). Рекорд находится в базе данных рекордов, но в некоторых случаях может быть удалён из неё на неопределённый срок (или навсегда), в зависимости от обстоятельств.
Международная франшиза, кроме печатных выпусков книги, также включает музеи, посвящённые рекордам, и телесериалы, в каждом выпуске рассказывающие об определённом рекорде, а также одноимённые видеоигру и предстоящий полнометражный фильм. Популярность франшизы вывела «Гиннесс. Мировые рекорды» на первые позиции в каталогизации и проверке мировых рекордов. 

## История

Книга рекордов Гиннесса. Выпуск 2013 года

10 ноября 1951 года Хью Бивер, в то время исполнительный директор пивоваренной компании «Гиннесс», охотился с несколькими местными жителями у реки Слэни, возле деревушки Норд-Слоб, графство Уэксфорд, Ирландия. Во время охоты было заключено пари — после того, как ему не удалось подстрелить золотистую ржанку, Бивер утверждал, что золотистая ржанка является самой быстрой пернатой дичью в Европе. Тем же вечером в Каслбридж-Хаус ему в голову пришла мысль, что на тот момент не существовало способа раз и навсегда подтвердить, что золотистая ржанка действительно самая быстрая. Кроме того, Бивер не сомневался в том, что посетители различных ирландских и британских пабов регулярно заключают пари в различных вопросах, а книга, способная решить их спор, до сих пор не написана. По мнению Бивера, такая книга была бы вполне успешной.
Спустя три года Бивер вновь заключил пари — на этот раз речь шла не только о скорости золотистой ржанки, но и о том факте, что шотландская куропатка может быть быстрее неё. В результате Бивер удостоверился в том, что необходим авторитетный источник, способный подтвердить чьи-то слова и решить споры. Идея Бивера воплотилась в жизнь, когда сотрудник компании «Гиннесс» Кристофер Чатэвэй предложил её своим университетским друзьям, Норрису и Россу Макуайртерам. 12 сентября 1954 года в Королевском парке в Лондоне братья провели презентацию для совета директоров компании «Гиннесс» и получили одобрение и средства на создание книги. После этого, согласно словам Норриса Макуайртера, «письма отправились по адресам астрофизиков, физиологов, зоологов, метеорологов, вулканологов, ботаников, орнитологов… экономистов, нумизматов, криминологов, этимологов…» В результате все научные факты были тщательно отобраны и помещены в одной книге, «которую назвали в честь Артура Гиннеса».
C целью издания книги 30 ноября 1954 года была основана компания Guinness Superlatives Limited, главный офис которой расположился в Лондоне, на Флит-стрит. Сам же выпуск книги, состоявшей из 198 страниц, увидел свет 27 августа 1955 года. По словам Норриса Макуайртера, «это не был бесспорный успех: было напечатано около 50 000 копий, но первый же звонок мистеру Смиту предоставил нам заказ только на 6 копий. Однако остальные были более благосклонны, и в течение двух часов Смит заказал уже 100 копий. Днём позже тираж увеличился до 1000, а к концу первой недели — до 10 000 экземпляров».
Вследствие неожиданного успеха книги её создатели в конце концов пришли к ежегодному формату издания — каждый выпуск стал выходить в сентябре-октябре. Макуайртеры продолжали работу над Книгой в течение долгих лет. У обоих братьев была энциклопедическая память: в телевизионном сериале Record Breakers, созданном на основе Книги, Норрис и Росс взялись отвечать на вопросы детей касательно мировых рекордов, каждый раз давая правильный ответ. Росс Макуайртер был убит в 1975 году Временной Ирландской республиканской армией. В 1986 году пост главного редактора покинул Норрисс Макуайртер, передав полномочия Алану Расселу.
На протяжении долгих десятилетий правами на издание Книги в США владело американское издательство Sterling Publishing; американские издания значительно способствовали росту популярности «Книги рекордов Гиннесса».
17 сентября 1990 года Guinness Superlatives Limited сменила название на Guinness Publishing Limited, а 1 июля 1999 года — на Guinness World Records Limited. В 2001 году компания Diageo, владеющая Guinness World Records Limited, продала компанию новым владельцам — компании Gullane Entertainment, которая, в свою очередь, была продана в 2002 году компании HIT Entertainment. В 2008 году Guinness World Records была продана компании Джима Паттисона Jim Pattison Group.

## Развитие изданий Книги

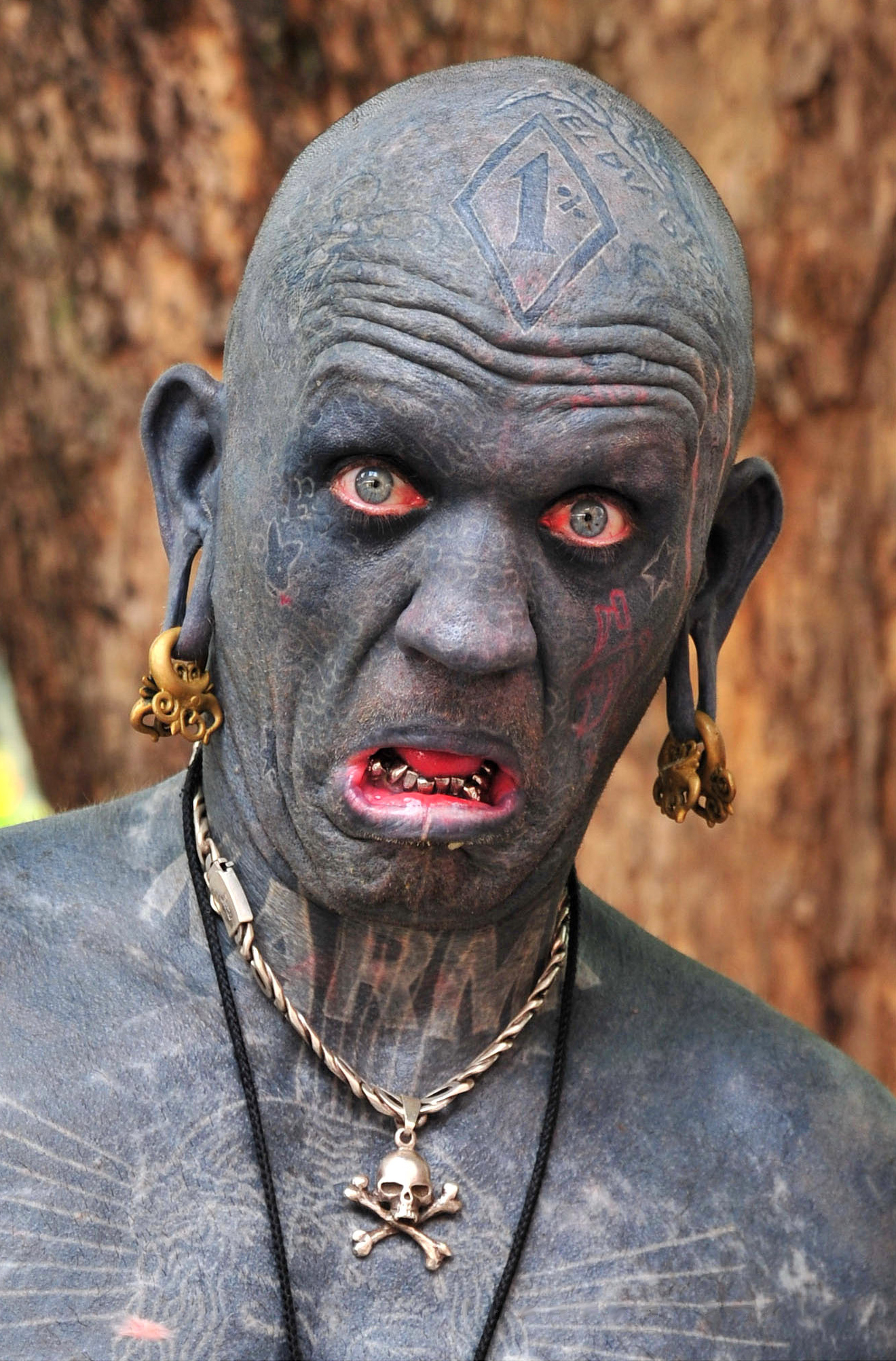
Лаки Даймонд Рич, «человек с наибольшим количеством татуировок». Рекорд был зафиксирован, когда эксперты определили, что 100 % его тела покрыто татуировками

Каждый выпуск «Книги рекордов Гиннесса» предлагает широкий выбор из обширной базы данных зафиксированных рекордов; за годы существования издания характер зафиксированных рекордов постоянно менялся. Были добавлены совершенно новые рекорды.
Первоначально «Книга рекордов Гиннесса» представляла собой серьёзный справочник, в котором фиксировались различные научные факты. Занимаясь сбором информации о рекордах, братья Макуайртеры обращались к различным экспертам, которые могли предоставить факт, подтвердить его и в случае чего исправить. «В письме к эксперту они не просили информацию напрямую… а просили, чтобы эксперт исправлял её». В результате в Книгу попадали исключительно проверенные и серьёзные достижения.
В отличие от более старых выпусков, последние издания «Книги рекордов Гиннесса» сосредоточились на пополнении разделов, посвящённых разнородным человеческим достижениям в различных соревнованиях. Среди этих достижений встречаются: спортивные рекорды (например, самый дальний гол в истории футбола, самый быстрый бег на 100 м и др.), рекорды, зафиксированные в результате состязаний людей, желающие попасть в «Книгу рекордов Гиннесса» (самая длинная дистанция, пройденная вперёд спиной, самая длинная дистанция, на которую толкали апельсин носом) и многие другие. Все рекорды могли носить самый разный характер: от вполне серьёзных до порой абсурдных. Среди зафиксированных рекордов имеются следующие: самое длинное расстояние, на которое было брошено яйцо; самая продолжительная игра в «Grand Theft Auto IV»; самое большое число хот-догов, съеденных за десять минут (хотя из-за вероятной угрозы судебного разбирательства фиксирование рекордов, связанных с пищей и алкоголем, долгое время не проводилось). Помимо рекордов соревновательного характера, в Книге фиксируются также и такие рекорды, как самая тяжёлая опухоль, самый ядовитый завод, самая короткая река (река Ро в Монтане), самая продолжительная американская ТВ-драма («Главный госпиталь» и «Направляющий свет»), самый успешный продавец в мире (Джо Джирард) и другие. Кроме того, множество рекордов посвящено самым молодым людям, которые в своём возрасте достигли чего-либо, таким, как Маурицио Джулиано, который стал самым молодым человеком, который посетил все суверенные страны мира.
В 1986 году, после того как Норрис Макуайртер покинул компанию, а Diageo выкупили компанию Guinness World Records, было решено внести ещё одно изменение в издания «Книги рекордов Гиннесса» — начиная с нового выпуска справочник стал иллюстрированным. Также изменения коснулись и содержимого Книги: в связи с угрозой судебного разбирательства постепенно закрывался доступ ко многим рекордам. Большинство этих рекордов больше не фиксировалось (подробнее см. Удаление рекордов), однако информацию о тех рекордах, которые разрешалось «побить» (то есть в достижениях, которые были открыты для фиксирования), как правило, раскрывали новым соискателям, подавшим письменную заявку (о процедуре фиксирования см. ниже).
В 2005 году в рамках кампании по привлечению новых соискателей Guinness World Records объявила 9 ноября 2005 года Всемирным днём Книги рекордов Гиннесса. С тех пор данное мероприятие проводится ежегодно, в четверг третьей недели ноября. В этот день люди со всего мира совершают попытки поставить какой-нибудь рекорд для очередного выпуска. Согласно статистике, за 2006 год более ста тысяч человек из 10 стран мира совершило попытки установить новые рекорды либо улучшить уже существующие. Всего было зафиксировано 2244 новых рекорда, что на 173 % превысило аналогичный показатель за 2005 год.
В 2007 году канал NBC запустил в эфир обзор «Топ-100 лучших рекордов Гиннесса всех времён», а в 2008 году Guinness World Records открыла на официальном сайте доступ ко всем ранее закрытым для обзора записям о рекордах. Также в 2008 году из-за роста популярности Книги начали появляться версии, сосредоточенные на конкретной области рекордов (игровой или музыкальной), а также телевизионные шоу, посвящённые рекордам.
В апреле 2009 года «Книга рекордов Гиннесса» присвоила Ашрите Фурману из Квинса (Нью-Йорк) статус обладателя самого большого количества рекордов. На данный момент на счету у Ашриты более 100 рекордов.
В сентябре 2014 года вышло юбилейное издание книги — «Гиннесс. Мировые рекорды — 2015». С появлением этого выпуска на прилавках Книга отметила своё 60-летие.

## Специальные издания
По мере роста популярности «Книги рекордов Гиннесса» свет увидели специальные издания, рассматривающие одну конкретную тему.

### Книга рекордов Гиннесса. Геймеры
В 2008 году, совместно с Twin Galaxies, Guinness World Records выпустили специальное издание, посвящённое рекордам, установленным геймерами. Издание получило название «Книга рекордов Гиннесса. Геймеры» (англ. Guinness World Records Gamer's Edition), имело 256 страниц и включало 1 236 мировых рекордов, связанных с видеоиграми, а также 4 интервью, в том числе с основателем Twin Galaxies Уолтером Деем. Игровые рекорды включали самое большое количество очков, набранное в какой-нибудь игре, рекорды продаж популярных игр, самые длительные игровые процессы и др. Кроме того, в выпуске публиковалась дополнительная информация — игровые новости, подсказки, особенности геймплея, описания игровых аппаратных средств, интервью с создателями. На 2015 год всего вышло восемь выпусков специального издания — выход книги, как правило, приходился на декабрь-январь.

Обложка издания выпуска 1999 года на русском языке

### Британская поп-музыка
С 2004 по 2008 год в свет выходили ежегодные издания «Книги рекордов Гиннесса», посвящённые лучшим британским поп-синглам и альбомам. Каждый выпуск был основан на двух более ранних изданиях, British Hit Singles и British Hit Albums, издаваемых с 1977 года. В 2008 году серия (а точнее, часть, посвящённая синглам) была заменена на издание Virgin Book of British Hit Singles.

## «Книга рекордов Гиннесса» в мире
«Книга рекордов Гиннесса» выходит на 37 языках мира.

### «Книга рекордов Гиннесса» в России
В 1989 году появилось первое издание «Книги рекордов Гиннесса» на русском языке (версия за 1988 год). В 1991 году вышла «Книга рекордов Гиннесса. 500 новых советских рекордов».

#### Аналоги
В 1989 году был начат проект национального сборника рекордов, получивший название «Книга рекордов России» (информационное агентство «Пари», главный редактор Алексей Свистунов). Это же агентство составляло сборники «Книга рекордов СНГ», «Книга рекордов Европы», «Книга мировых пивных рекордов». С 1991 по 2005 годы независимым издательством «Диво» издавалась собственная книга рекордов «Диво: чудеса, рекорды, достижения» (5 выпусков), где указывались рекорды, зафиксированные в разные годы сначала в СССР, а потом и на всём постсоветском пространстве (включая страны Балтии).
Около 2012 года был создан ещё один проект с совпадающим названием «Книга рекордов России» (главный редактор Станислав Коненко, сын микроминиатюриста Анатолия Коненко).
В 2004 году вышла бумажная «Книга рекордов „Левша“» — проект «Русского клуба рекордов „Левша“» (ликвидирован в 2014 году).
В 1990 году была создана комиссия «Дюцазнагирк», которая фиксирует уникальные силовые рекорды в Армении, а с 2013 года — интеллектуальные, культурные и другие рекорды. Для того, чтобы сохранить уже записанные рекорды и познакомить с ними читателей, необходимо было создать книгу, этот процесс взял на себя президент общественной организации «Дютзазнагирк», заслуженный деятель физической культуры и спорта Армении Вардан Товмасян. Книга получила название «Дютзазнагирк» (также известна под названиями «Книга богатырей», «Книга богатырей Армении» или «Книга богатырей и великанов»). Первый том вышел в 2012 году, он включает рекорды за 1991—2011 гг. Второй том вышел в 2015 году, он включает рекорды за 2012—2015 гг. Книги изданы при финансовой поддержке президента национального Олимпийского комитета Армении Гагика Царукяна.
Все эти проекты и издания являются не национальными вариантами или изданиями «Книги рекордов Гиннесса», а независимыми регистраторами рекордов.

## Фиксирование рекордов
В случае многих рекордов Guinness World Records предоставляет специальную комиссию, которая фиксирует рекорд и следит за выполнением всех критериев и условий, необходимых для установления рекордов, объективно оценивая всех соискателей. Связаться с представителями компании может любой человек, пожелавший установить или улучшить рекорд. Компания также предоставляет корпоративные услуги тем фирмам, которые желают «использовать силу улучшения рекордов, чтобы обеспечить себе материальную выгоду».
Как правило, процедуры фиксирования практически не различаются как в случае попытки установить новый рекорд, так и улучшить уже существующий. Фиксирование же проходит в несколько этапов:
- Заявка — соискателем подаётся заявка, которая рассматривается Guinness World Records в течение примерно 12 недель совершенно бесплатно[34]. Если соискатель не желает ждать, то для него существует «кратчайший путь» — заплатить 500 фунтов стерлингов (800 долларов США) за более быстрое рассмотрение заявки[35][36];
- Заключение договора — между соискателем и компанией заключается договор о фиксировании рекордов. Чем уникальнее будет рекорд, который соискатель желает установить/побить, тем более у него шансов заключить договор («Выберите рекорды, которые захватывают воображение»[34]);
- Определение критериев — компания устанавливает условия, при которых рекорд будет засчитан. Если рекордсмен не следует правилам, рекорд не засчитывается[34];
- Установление рекорда в присутствии представителя компании (или комиссии);
- Фиксирование рекорда — если рекорд установлен, соискатель получает соответствующий сертификат об установленном рекорде, а в новом выпуске появляется запись о соответствующем рекорде[37].

## Основные разделы Книги
Все зарегистрированные в Книге рекорды распределены по соответствующим категориям, которые в свою очередь входят в основные разделы. Каждый из этих разделов фиксирует рекорды только названной в заглавии раздела тематики. Всего в Книге 10 разделов (список приведён согласно Книге рекордов Гиннесса онлайн):
- Богатство — раздел, посвящённый денежным рекордам. В данном разделе фиксируются рекорды выигрышей в азартные игры, наиболее ценные вещи, самое большое состояние, самые дорогие покупки и т. д.;
- Достижения — рекорды путешествий, рекорды по поеданию различных пищевых продуктов и распитию напитков, самые высокие показатели силы и выносливости, а также рекорды по продолжительности жизни, как правило помещаются в данный раздел;
- Знания — в данном разделе располагаются рекорды и достижения в определённой профессии (в основном, архитектуре, медицине и изобретательстве), а также рекорды познаний в науке в целом;
- Искусство и СМИ — раздел посвящён достижениям в области музыки, кинематографии, модном деле, мультипликации, рекламном деле, а также рекордам, связанным с тематическими парками;
- Опасность и катастрофы — сюда помещены рекордные показатели, связанные с войнами, эпидемиями, терроризмом, нападениями животных, стихийными бедствиями и т. д.;
- Отвага — сюда записаны рекордсмены, как правило люди, заработавшие известность благодаря покорению вершин, совершению кругосветных путешествий, спасению людей, а также достигшие пределов, важных для человечества (например, космических или глубоководных) и т. п.;
- Слава — рекорды, связанные со звёздами, наградами, а также известными преступниками, религиозными деятелями и филантропами;
- Современные технологии — технологические достижения в области транспорта, Интернета, спутниковой связи, робототехники, оружия и создания умных вещей;
- Спорт — олимпийские рекорды, достижения в определённых видах спорта, рекорды спортсменов-экстремалов и т. д.
- Человек — данный раздел ограничен рекордами в размерах тела, бодибилдинге, способности трансформировать своё тело, а также т. н. «любопытными крайностями».

Известны случаи, когда рекорды, зафиксированные в одном разделе, потом переносились в другой раздел. Так, рекорды, связанные с пищей и алкоголем, первоначально помещённые в раздел «Достижения», впоследствии были выделены в новый раздел, получивший название «Современное общество».

## Удаление рекордов из Книги
Список, который ведёт Guinness World Records, не является жёсткой переписью рекордов; рекорды могут как добавляться в этот список, так и удаляться из него в зависимости от сложившихся обстоятельств. В последние годы в связи с такими обстоятельствами компания Guinness World Records стала тщательно следить за тем, какие рекорды могут быть установлены, а какие больше не следует фиксировать. Все обстоятельства, как правило, связаны с этическими проблемами, опасностью для жизни соискателя, а также субъективностью/объективностью оценки критериев для фиксирования рекордов и решениями об аннулировании рекордов.

### Проблемы этики и безопасности здоровья
Согласно заявлениям Guinness World Records, некоторые категории были исключены по этическим соображениям и больше не фиксируются. Например, к таковым относятся рекорды, связанные с убийством животных и просто плохим обращением с ними.

Султан Кёсен (Турция) самый высокий человек из живущих. Зафиксировано 17 сентября 2009, согласно «Книге рекордов Гиннесса». На данный момент у Турции 80 рекордов

По этическим причинам были удалены многие мировые рекорды, в том числе из-за беспокойства о благосостоянии рекордсменов. Например, после публикации рекорда о «самой тяжёлой рыбе» многие из тех, кто держит дома аквариум, начали перекармливать своих рыбок, чтобы получить самую тяжёлую аквариумную рыбку; результатом оказались многочисленные проблемы со здоровьем животных, после чего рекорды в их весовой категории были удалены. Также в 1991 году из достижений различных людей были исключены рекорды, связанные с «едой и напитками» из-за того, что потенциальные рекордсмены могли навредить себе, пытаясь установить рекорд, и впоследствии подать в суд на компанию. Эти изменения коснулись рекордов по распитию пива, вина, ликёра и других алкогольных напитков, а также по поеданию несъедобных предметов, таких, как велосипеды и деревья. Другие рекорды, например, достижения шпагоглотателей и гонщиков (имеются в виду уличные гонщики), исключённые в 1990 году, также больше не фиксировались, однако доступ к ним не стали закрывать, так как шпагоглотатели и гонщики всегда стремятся превзойти свои предыдущие достижения, независимо от того, зафиксирован их рекорд или нет.
Были случаи, когда исключённые из Книги рекорды вновь фиксировались. Рекорды шпагоглотателей, закрытые для фиксирования в 1990 году, вернулись в 1998 году, когда в сериале Guinness World Records Primetime было показано три кандидата-шпагоглотателя (а также ещё один в 2007 году, в сериале Guinness World Records). Подобно этому, рекорды по распитию пива, исключённые из Книги в 1991 году, вернулись в выпуске 2008 года, но были перемещены из категории «Человеческие достижения» в категорию «Современное общество».
С 2011 года требования к рекордам на поедание определённых продуктов стали более жёсткими, а всё, что не было съедено, должно было быть распродано, чтобы избежать продовольственных потерь.
Также был установлен запрет на письма счастья: «Guinness World Records не принимает рекорды, связанные с письмами счастья, отправленными по обычной и электронной почте. Если вы получаете письмо или e-mail с обещаниями указать имена всех получателей, которые перешлют их дальше, немедленно уничтожьте/удалите его, потому что это обман. Независимо от того, говорится или не говорится о том, что почтовая служба и Guinness World Records в курсе, это не так».

### Трудности при фиксировании рекордов
Фиксирование рекордов в определённых потенциальных категориях вызывает трудности, а порой это и вовсе невозможно. Основную проблему, из-за которой Guinness World Records отказывается фиксировать рекорды, часто составляет сложность определения точных критериев для рекорда. Например, на их официальном веб-сайте отмечено: «Мы не фиксируем рекорды красоты, поскольку понятие о ней не является объективным».
В 1990 году, также из-за трудностей с фиксацией рекордов, была закрыта категория, рассматривающая самые высокие показатели уровня интеллекта — «Самый высокий уровень IQ». Данная категория публиковала рекорды интеллекта с 1960-х, но из-за ненадёжности тестов IQ, а также относительности используемых методик определения уровня интеллекта, она прекратила своё существование. Среди рекордсменов значились Мэрилин вос Савант, Кевин Лэнгдон, Крис Хардинг и др.
10 декабря 2010 года Guinness World Records закрыл категорию «Дредлоки». Пытаясь оценить единственного кандидата, Ашу Манделу, представители компании не достигли какого-либо результата из-за невозможности точно судить об этом.

### Аннулирование рекордов
В истории «Книги рекордов Гиннесса» известны случаи, когда рекорды удалялись из книги в связи с решением об аннулировании рекорда. В данном случае, вместо того, чтобы закрывать для фиксирования определённый раздел или определённую категорию, одно конкретное достижение или группа схожих достижений лишалось статуса рекорда по различным причинам и, как правило, это лишение статуса рекорда не затрагивало остальные рекорды в данной категории или даже во всём разделе.
Известен случай корректирования и последующего аннулирования рекорда, связанный с лидерами закадрового вокала индийского кино. В 1974—1991 годах известная закадровая вокалистка Лата Мангешкар была зарегистрирована в книге рекордов как обладательница наибольшего количества студийных записей. Согласно записи 1974 года, за 1948—1974 годы она сделала не менее 25 тысяч записей соло, дуэтов и бэк-вокала песен на 20 индийских языках. Это вызвало критику ряда источников, считавших, что число песен намного преувеличено, включая её коллегу Мохаммеда Рафи, написавшего в 1977 году в администрацию Книги рекордов: «В таком случае, я сделал 28 тысяч записей». В 1984 году, не аннулируя этой записи, к ней было добавлено упоминание о претензии скончавшегося за несколько лет до этого Рафи на большее количество; в издании 1987 года — Мангешкар было приписано 30 тысяч записей. Позднее исследователь вокала в индийском кино Хармандир Сингх Хамрааз издал пятитомную энциклопедию на эту тему, согласно которой и подсчётам поклонников певицы по конкретным наименованиям, общее число её записей к 1991 году было не более 6 тысяч при их количестве к дате смерти Рафи около 4,5 тысячи, что действительно было чуть меньше, чем у него (почти 5 тысяч). Опираясь на этот труд, в 1991 году администрация Книги Гиннесса запросила у Латы Мангешкар подтверждений её достижения, на что певица не смогла ни представить документальных доказательств, ни назвать сделанные ей до 1980 года записи, которые были бы упущены Хамраазом. После аннулирования рекорда Латы Мангешкар рекордсменом Книги Гиннесса по наибольшему количеству вокальных записей стала её младшая сестра Аша Бхосле с приблизительно 11 тысячами песен на момент регистрации рекорда. С начала же 2016 года обладательницей улучшенного рекорда является Пулапака Сушила, сделавшая к тому моменту почти 17,7 тысячи записей.
В 1999 году и в 2003 году страны Северной Европы боролись за аннулирование всех легкоатлетических рекордов, поставленных до 2000 года. Причиной данного требования представители этих стран назвали тот факт, что в современных условиях те рекорды невозможно побить из-за усиленных мер по допинг-контролю. Согласно исследованиям, было определено, что в 2000 году и позже было установлено менее десяти рекордов в лёгкой атлетике, что намного меньше, чем в предыдущие годы, когда меры по допинг-контролю были менее жёсткими.
Рекорд может быть аннулирован, если в конце концов выясняется, что при попытке побить данный рекорд не может быть выполнено какое-либо из следующих требований: измеряемость, доказуемость, объективность, возможность улучшения, а также наличие интереса к достижению. По этой причине в 2012 году был аннулирован рекорд Джека Уайта — он поставил рекорд самого короткого концерта в истории рока, сыграв за концерт всего один аккорд. Аннулирование произошло после того, как в редакцию Книги стали приходить записи тех, кто пытался улучшить рекорд — в частности, не сыграв за концерт ни единого аккорда, что представителям книги показалось нарушением требования возможности улучшения.

## Критика

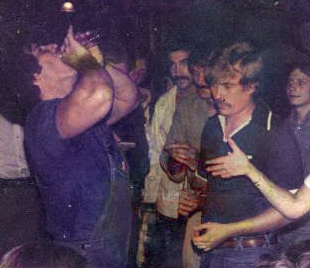
В июне 1977 года Стивен Петрозино выпил 1 литр пива за 1,3 секунды. Петрозино также показал рекордное время, выпив 250 мл, 500 мл и 1,5 л пива за максимально короткий срок, но зафиксирован был только рекорд за 1 литр. В 1991 году все рекорды касательно пива и алкогольных напитков были исключены из Книги, но восстановлены в 2008 году

«Книга рекордов Гиннесса» за годы своего существования приобрела огромную популярность.
1 октября 2013 года общий тираж экземпляров, проданных с 1955 года, превысил 130 млн копий, и «Книга рекордов Гиннесса», издаваемая более чем в 100 странах на 25 языках, попала на собственные страницы как самое продаваемое ежегодное издание.
«Только Библия, Коран и цитатник Мао Цзэдуна имеют больший тираж».
Когда книга впервые была создана, она была предназначена для посетителей пабов, чтобы разрешить их споры. Однако сама идея книги пришлась по вкусу многим людям по всему миру. Вячеслав Кашкин в одной из своих работ писал, что «…Книга рекордов Гиннесса… служит зеркалом современной массовой культуры, стремящейся везде и всюду ставить оценки…» Любовь Ивановна Семенникова, доктор исторических наук из ИГУиСИ МГУ им. М. В. Ломоносова, писала о книге следующее: «Ярким показателем приоритета индивидуализма является книга рекордов Гиннесса. Она наглядно свидетельствует, что каждый может стать единственным, достичь чего-то необычного, и призывает к этому». Кроме того, как отмечали сами создатели, сама концепция, представленная Норрисом и Россом Макуайртерами, настолько впечатлила, что им немедленно предоставили все средства для издания Книги.
Тем не менее, несмотря на популярность и авторитетность книги, Книга и представители компании иногда получали негативные отзывы в свой адрес. Так, в 2012 году Джек Уайт, бывший лидер рок-группы The White Stripes, раскритиковал книгу за то, что «они поступают ненаучно, по собственной прихоти выбирая, что считать рекордом, а что — нет» (причиной критики послужило то, что представители Книги аннулировали его рекорд самого короткого концерта в истории рока).
Также известны случаи, когда после установления рекордов представители компании неожиданно меняли правила, оговорённые и одобренные на этапе обсуждения критериев. При этом изменения полностью исключали возможность фиксирования только что установленного рекорда. В 2011 году такой случай произошёл с командой россиянина Анатолия Кулика, которая установила рекорд по непрерывному пересечению океана на надувном парусном тримаране. Команда оговорила все правила с представителями компании, критерии были одобрены, все бумаги подписаны, однако, после того как Анатолий Кулик с товарищами пересекли Атлантический океан и встретились с представителем «Книги рекордов Гиннесса», из Великобритании поступили сведения о перемене критериев. Среди них значилось, что пройденное расстояние должно быть не менее 15 000 км (тримаран Кулика прошёл только 6 498 км). Однако рекорд был всё же засчитан. Случай был прокомментирован следующим образом: «К сожалению, британская редакция довольно часто прибегает к изменению правил в отношении того или иного рекорда, причём даже на той стадии, когда достижение уже предварительно одобрено или по нему уже выслана Доказательная база в Лондон».

## Музеи

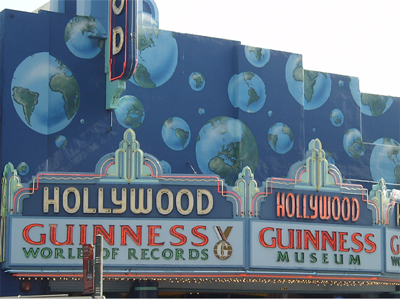
Музей мировых рекордов Гиннесса в Голливуде

В 1976 году в здании Эмпайр-стейт-билдинг открылся Музей мировых рекордов Гиннесса. Стрелок на скорость Боб Манден, совершая тур в поддержку «Книги рекордов Гиннеса», поставил в этом музее рекорд: он как можно быстрее выхватывал из кобуры револьвер стандартного веса (данный приём известен по фильмам жанра вестерн, в которых показаны дуэли между стрелками). Самое малое время, зафиксированное при его действиях, составило 0,2 секунды. Также в музее находились статуи в натуральную величину самого высокого человека в истории (Роберт Уодлоу) и самого крупного земляного червя. Кроме того, среди экспонатов были рентгеновский снимок шпагоглотателя, шляпа Роя Салливана (рядом со следом от удара молнии) и оби́тая драгоценными камнями обувь для гольфа стоимостью в 6500 долларов США. В 1995 году музей был закрыт.
Позднее компания Guinness снова дала разрешение на открытие небольших музеев, экспонаты которых основаны на рекордах из Книги, и начиная с 2010 года музеи начали открываться в городах, в которых обычно бывает много туристов: Токио, Копенгагене, Сан-Антонио. До этого некоторое время существовали Музеи мировых рекордов Гиннесса и выставки в Лондоне, Бангалоре, Сан-Франциско, Мертл-Бич, Орландо, Атлантик-Сити и Лас-Вегасе. Спонсором музея в Орландо, закрытого в 2002 году, была компания Guinness Records Experience; та же самая компания финансировала музеи и выставки в Голливуде, на Ниагарском водопаде, в Копенгагене, Гетлинбурге.

## Телевидение
Guinness World Records выпустила телесериалы, в которых люди пытаются побить мировые рекорды, а все успешные попытки фиксируются. Среди этих сериалов:
| - Guinness World Records UK - Ночь Гиннесса в Китае - Guinness World Records Primetime - The Guinness Game - Australia’s Guinness World Records (австралийская версия) - Guinness World Records: 50 лет, 50 рекордов - Ultimate Guinness World Records - Lo show dei record (итальянская версия) - Испания: El show de los récords и Guinness World Records - Guinness Book of World Records Philippine Edition (филиппинская версия) | - Record Breakers - Guinness World Records Smashed - Guinness World Records Portugal (португальская версия) - NZ Smashes Guinness World Records - Światowe Rekordy Guinnessa (Guinness World Records) (польская версия) - Australia Smashes Guinness World Records - Guinness World Records Ab India Todega (индийская версия) - Guinness rekord-TV (шведская версия) - Officially Amazing (2013 — наст. вр.). Презентован Беном Шайрдом. - Guinness World Records Unleashed (2013 — наст. вр.) |

## В массовой культуре
- В ноябре 2008 года вышла видеоигра для платформ Nintendo DS, Wii и iOS под названием Guinness World Records: The Video Game[англ.]. Изданием видеоигры занималась компания TT Fusion.
- В 2012 году было объявлено, что к выпуску планируется полнометражный фильм, посвящённый «Книге рекордов Гиннесса». За производство взялась кинокомпания Warner Bros., а в качестве сценариста был назначен Дэниэл Чун[англ.][61]. Предполагается, что фильм будет снят в жанре приключенческого экшна. Позднее стало известно, что производством фильма для Warner Bros. займётся киностудия Thunder Road, ранее принадлежавшая Warner[62]. По состоянию на май 2015 года всё ещё ведутся переговоры по приобретению прав на экранизацию[63].